# 三山市
もしかして
- みやま市

ではありませんか？